# Полярон
Поляро́н — квазичастица в кристалле, состоящая из электрона и сопровождающего его поля упругой деформации (поляризации) решётки. Медленно движущийся электрон в диэлектрическом кристалле, взаимодействующий с ионами решётки через дальнодействующие силы, будет постоянно окружён областью решёточной поляризации и деформации, вызванной движением электрона. Двигаясь через кристалл, электрон проводит решёточную деформацию, потому можно говорить о наличии облака фононов, сопровождающего электрон. Характер поляризации и энергия связи электрона с решёткой отличаются в металлах, полупроводниках и ионных кристаллах. Это связано с типом связи и скоростью движения электронов в решётке.
Понятие о поляроне введено советским физиком С. И. Пекаром в 1946 году, им же впоследствии была развита их теория. Эта теория основывается на электростатическом взаимодействии электрона проводимости на длинноволновые оптические фононы.

## Поляроны в металлах
Поляризация решётки осуществляется не всеми электронами, а только фермиевскими электронами. В простейшем случае, для квадратичной дисперсии и сферической поверхности Ферми, эффективная масса фермиевских электронов {\displaystyle m^{*}\approx m_{0}} ({\displaystyle m_{0}} — масса свободного электрона), а их скорость близка к скорости Ферми {\displaystyle v_{F}\approx 10^{6}} м/с. Принято говорить, что электрон в кристаллической решётке окружён «облаком» виртуальных фононов с дебаевской частотой. Чем больше поляризация, тем больше рождается виртуальных фононов. и тем сильнее связь электрона с решёткой. Энергия связи электрона с решёткой определяется константой электрон-фононного взаимодействия {\displaystyle \lambda }:
{\displaystyle \lambda ={\frac {1}{3}}{\frac {E_{p}}{\hbar \omega _{D}}}.}
Коэффициент {\displaystyle 1/3} учитывает существование трёх ветвей спектра фононов, а {\displaystyle \omega _{D}} — дебаевская частота.
Электрон-фононное взаимодействие приводит к тому, что масса полярона {\displaystyle m_{p}} становится больше массы «голого» электрона {\displaystyle m^{*}}
{\displaystyle m_{p}\approx m^{*}(1+\lambda ).}
Таким образом, поляроны в металлах являются отрицательно заряженными с зарядом {\displaystyle -e} и эффективной массой {\displaystyle m_{p}}.

## Поляроны в полупроводниках
В полупроводниках с ковалентной связью продольные оптические колебания слабо влияют на электроны и дырки, так как кристаллическая решётка состоит из нейтральных атомов, и продольные колебания не поляризуют решётку. Константа электрон-фононного взаимодействия в таких веществах слишком мала ({\displaystyle \lambda \approx 0{,}002-0{,}01}) для образования поляронов, и параметры зонного спектра и носителей заряда в полупроводниках не перенормируются в результате поляронного взаимодействия.

## Поляроны в ионных кристаллах
Решётка ионных кристаллов образована положительно и отрицательно заряженными ионами, удерживаемыми вместе за счёт сил электростатического взаимодействия. Концентрация свободных электронов настолько мала, что электронный газ всегда невырожден, поэтому электроны и фононы находятся в тепловом равновесии. Поэтому при понижении температуры в ионных кристаллах может возникнуть автолокализация электронов в собственных потенциальных ямах за счёт притяжения к положительным ионам и отталкивания от отрицательных. При этом отрицательные и положительные ионы смещаются в противоположных направлениях, что эквивалентно возбуждению продольных оптических фононов, длина волны которых может варьироваться в широких пределах. Электроны эффективно взаимодействуют только с продольными оптическими колебаниями, длина волны которых больше расстояния, которое проходит электрон за период колебаний решётки, так как только в этом случае происходит изменение плотности кристалла, образование связанных электрических зарядов и поляризационного поля.
Различают поляроны большого и малого радиуса.
Чем сильнее электрон поляризует решётку, тем больше эффективная зона поляризации и больше эффективная масса полярона. Размер полярона определяется соотношением между размером возмущенной области кристалла (радиусом полярона {\displaystyle r_{p}}) и постоянной решетки {\displaystyle a}. Различают поляроны малого радиуса (при {\displaystyle r_{p}<a}), промежуточного радиуса ({\displaystyle r_{p}\approx a}), большого радиуса ({\displaystyle r_{p}\gg a}). Спин полярона не зависит от радиуса и равен 1/2.

### Поляроны малого радиуса
Неподвижный электрон, помещённый в кристалл, поляризует кристаллическую решётку. Энергия поляризации равна
{\displaystyle E_{p}\approx -{\frac {e^{2}}{\varepsilon ^{*}a}},}
где {\displaystyle {\frac {1}{\varepsilon ^{*}}}={\frac {1}{\varepsilon ^{\infty }}}-{\frac {1}{\varepsilon ^{0}}}}, а {\displaystyle \varepsilon ^{0}} и {\displaystyle \varepsilon ^{\infty }} — статическая и высокочастотная диэлектрические проницаемости соответственно. При характерных значениях {\displaystyle \varepsilon ^{0}\approx 10}, {\displaystyle \varepsilon ^{\infty }\approx 3}, {\displaystyle a\approx 0{,}5} нм энергия поляризации {\displaystyle E_{p}} равна {\displaystyle \approx 0{,}3} эВ.
Суммарная энергия полярона малого радиуса равна
{\displaystyle E_{p}+V=-{\frac {e^{2}}{r_{p}\varepsilon ^{*}}}}
где {\displaystyle V} — потенциальная энергия локализованного электрона, а {\displaystyle r_{p}={\frac {\pi ^{2}\varepsilon ^{*}\hbar ^{2}}{m^{*}e^{2}}}} — характерный радиус полярона.
За счёт поляризации ионов решётки возбуждаются оптические фононы, поэтому эффективность поляризации можно характеризовать константой электрон-фононной связи {\displaystyle \lambda }, характеризующая число оптических фононов, возбуждённых в решётке. Если {\displaystyle W} — ширина электронной зоны, характеризующая кинетическую энергию электронов, то полярон может образоваться лишь при условии {\displaystyle E_{p}>W}, и температура, ниже которой образуется полярон, задаётся соотношением
{\displaystyle T^{*}\approx {\frac {|E_{p}-W|}{k_{B}}}.}
Поэтому образование поляронов возможно только в достаточно узкозонных кристаллах с характерным значением {\displaystyle W\approx 0{,}2} эВ. При образовании поляронов электронная зона сильно сужается и образуется поляронная зона шириной {\displaystyle W_{p}}, которую можно оценить по формуле
{\displaystyle W_{p}=W\exp(-\lambda ).}
При типичных энергиях полярона {\displaystyle E_{p}\approx 0{,}3} эВ и оптического фонона {\displaystyle \hbar \omega _{0}\approx 0{,}3} эВ величина {\displaystyle \lambda \approx 10} и ширина поляронной зоны {\displaystyle W_{p}\approx W\exp(-10)=0{,}2e^{-10}} эВ, что на четыре порядка меньше исходной электронной зоны. Поэтому такая узкая зона реализуется только в идеальных совершенных кристаллах, любые нарушения кристалличности приводят к локализации таких поляронов.
При {\displaystyle k_{B}T>\hbar \omega _{0}} полярон малого радиуса перемещается термически активированными скачками с энергией активации порядка энергии полярона. Подвижность поляронов растёт приблизительно экспоненциально с ростом температуры.

### Поляроны большого радиуса
В отличие от поляронов малого радиуса, поляроны большого радиуса образуются в ионных кристаллах с широкой зоной проводимости {\displaystyle \displaystyle {W\gg E_{p}}}, и константа электрон-фононной связи определяется выражением
{\displaystyle \lambda ={\frac {e^{2}{\sqrt {m^{*}\omega _{0}}}}{2\omega _{0}\varepsilon \hbar ^{3/2}}}\approx \mathrm {const} {\sqrt {\frac {\omega _{0}}{W}}}.}
При {\displaystyle \displaystyle {\lambda >10}} образуется полярон большого радиуса, а при слабой электрон-фононной связи ({\displaystyle \lambda <1}) электрон поляризует решётку, но не локализуется в созданной им поляризационной яме. Расчёты дают выражения для массы и энергии полярона большого радиуса:
{\displaystyle m_{p}={\frac {m^{*}}{1-\lambda /6}},\ E_{p}=-\lambda \omega _{0}.}
Для реальных кристаллов наиболее интересна область промежуточных значений {\displaystyle 1<\lambda <10}. При этих значениях нельзя получить аналитических выражений, но численные расчёты показывают, что предыдущие две формулы справедливы до {\displaystyle \lambda \approx 6}.
Полная энергия полярона большого радиуса равна
{\displaystyle E_{0}=-{\frac {e^{2}}{r_{p}\varepsilon ^{*}}},}
что в два раза меньше, чем аналогичная энергия для полярона малого радиуса.

## Подвижность поляронов
Поляроны большого радиуса не меняют качественно зонный спектр кристалла, их подвижность уменьшается обратно пропорционально увеличению их эффективной массы, перенормируются также их плотность состояний и скорость.
У поляронов малого радиуса подвижность сильно зависит от температуры. Если при низких температурах волновые функции поляронов перекрываются, то это приводит к образованию поляронной зоны с обычным зонным механизмом проводимости. При  повышении температуры образуется система локализованных поляронов, и зонный механизм сменяется прыжковым. Прыжковую проводимость можно рассматривать как диффузную проводимость 
{\displaystyle \mu \approx \mu _{0}\exp \left(-{\frac {E_{0}}{2k_{B}T}}\right)},
где {\displaystyle \mu _{0}\sim 1/T}.

## Структура поляронов
В реальности поляроны имеют внутреннюю структуру, так как поляронные потенциальные ямы при сильном электрон-фононном взаимодействии образуются из набора оптических фононов с разными длинами волн. Поляронные ямы могут иметь несколько уровней энергии, соответствующих разным распределениям заряда и различным радиусам. Эти уровни могут размываться в зоны вследствие конечности времени существования полярона или в результате того, что параметры поляронных ям варьируются из-за неоднородности вещества. Также поляроны исчезают в сильных электрических полях, так как скорость полярона не может быть больше групповой скорости продольных оптических фононов. При увеличении дрейфовой скорости электрон отрывается от потенциальной ямы, и она исчезает.

## Биполяроны
В некоторых веществах два полярона с одинаковыми зарядами могут взаимно связываться, образуя биполярон. Биполярон представляет собой квазичастицу, состоящую из двух электронов, лежащих в общей потенциальной яме. Заряд биполярона равен {\displaystyle +2e} либо {\displaystyle -2e} соответственно заряду объединившихся поляронов, а спин в основном {\displaystyle s}-состоянии равен нулю. То есть биполяроны могут образовывать бозе-конденсат, так как подчиняются статистике Бозе — Эйнштейна.